# 충북경제자유구역청
충북경제자유구역청(忠北經濟自由區域廳, Chung Buk Free Economic Zone Authority, CBFEZA)은 충북경제자유구역 내의 개발사업자 선정, 국내외 투자유치, 법적 사무 등을 통해 경제개발을 지원·육성하기 위하여 설립된 충청북도청 소속기관으로  정원은 총 47명(1청장, 1지청, 4부)으로 승인되었다. 충청북도 청주시 흥덕구 오송읍오송생명1로 194-41 충북C&V센터 내에 위치하고 있다.

## 설립 근거
- 경제자유구역의 지정 및 운영에 관한 특별법[4]
  - 충북경제자유구역청 설치 조례[5]

## 연혁
- 2013년 2월 4일 제56차 경제자유구역위원회에서 동해안 및 충북을 경제자유구역으로 추가지정 심의·의결[6] (지식경제부)
- 2013년 4월 25일 충북경제자유구역청 개청[7]

## 개발지구 소개
- 오송바이오메디컬지구 (청주시 오송읍)
- 오송바이오폴리스지구 (청주시 오송읍)
- 청주에어로폴리스지구 (청주시 청주국제공항 일원)
- 충주에코폴리스지구 (충주시 중앙탑면)

## 주요 업무
- 경제자유구역 내 개발계획에 관한 사무
- 경제자유구역 내 외국인 투자유치에 관한 사무
- 국가로부터 위임받은 사무
- 충청북도지사로부터 위임받은 사무
- 관할구역에서의 도의 사무 및 「경제자유구역의 지정 및 운영에 관한 특별법」제27조에 따른 지방자치단체 등의 특례사무
- 그 밖에 경제자유구역 사업추진에 관한 사무

## 조직
- 청장..최복수

기획재정부 국고과장지낸 재정통
- - 기획총무부
  - 개발사업부
  - 투자유치부

## 소속기관
- 충주지청

## 역대 청장
임기 3년의 충북경제자유구역청장(1~2급 상당)은 지방관리관 또는 지방이사관으로 보하되 「지방자치단체의 개방형 직위 및 공모직위의 운영 등에 관한 규정」에 의해 임용되는 개방형 직위로 일반임기제공무원으로 보할 수 있다.
- 1대 : 전상헌 (2013년 6월 28일 ~ 2017년 1월 31일)
- 2대 : 전형식 (2018년 12월 21일 ~ 2022년 1월 5일)
- 3대 : 맹경재 (2022년 1월 6일 ~ 2024년 12월 31일)
- 4대 : 최복수 (2025년 1월 1일 ~ )